# 普莱讷河畔拉翁
普莱讷河畔拉翁（法語：Raon-sur-Plaine，法語發音：[ʁaɔ̃ syʁ plɛn] ⓘ）是法国大东部大区孚日省的一个市镇，属于孚日圣迪耶区。

## 地理
普莱讷河畔拉翁（48°30'41"N, 7°5'49"E）面积3.54 平方千米，位于法国大東部大區孚日省，该省份为法国东北部内陆省份，北起默兹省和默尔特-摩泽尔省，西接上马恩省，南至上索恩省和贝尔福地区省，东临上莱茵省和下莱茵省。
与普莱讷河畔拉翁接壤的市镇（或旧市镇、城区）包括：比永维尔、拉翁莱洛、格朗方丹、吕维尼。

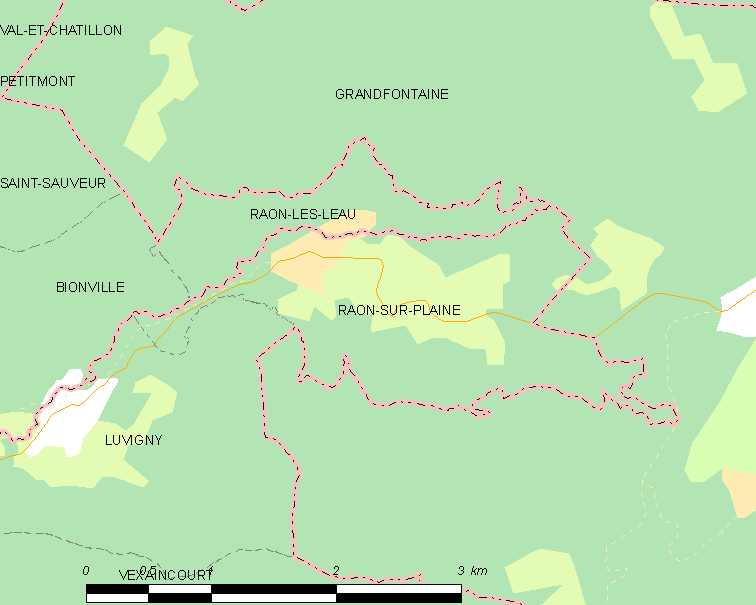
普莱讷河畔拉翁的OSM定位图

普莱讷河畔拉翁的时区为UTC+01:00、UTC+02:00（夏令时）。

## 行政
普莱讷河畔拉翁的邮政编码为88110，INSEE市镇编码为88373。

## 政治
普莱讷河畔拉翁所属的省级选区为拉翁莱塔普县。

## 人口

1962-2008年间普莱讷河畔拉翁人口变化图示

普莱讷河畔拉翁于2022年1月1日时的人口数量为139人。